# Mikko Pesälä
Veijo Mikko Pesälä, född 30 november 1938 i Itis, är en finländsk politiker.
Pesälä satt i riksdagen 1975–1998 (c) och var under största delen av 1980- och 90-talen antingen förste eller andre vice talman. Han var 1994–1995 jord- och skogsbruksminister samt invaldes 1999 i Europaparlamentet. År 1998 utgav han  memoarboken Herrana on hyvä olla.
Pesälä erhöll riksdagsråds titel 2005. 